# Nakaaya Sumari
Nakaaya Sumari (sinh ngày 03 tháng 9 năm 1982 tại Arusha, Tanzania ) là ca sĩ R & B - hip hop người Tanzania.
Cô là con lớn nhất trong năm người con. Em gái của cô, Nancy Sumari, là Hoa hậu Tanzania 2005 và Hoa hậu Thế giới Châu Phi.
Nakaaya là một ngôi sao nổi bật của chương trình truyền hình thực tế đầu tiên của khu vực Châu Phi có tên là "Tusker Project Fame ", được phát sóng từ ngày 1 tháng 10 đến ngày 17 tháng 12 năm 2006. Chương trình có các ca sĩ đầy tham vọng từ Kenya, Uganda và Tanzania cùng sống và được đào tạo về kinh doanh âm nhạc. Cô kéo dài năm tuần trong chương trình bảy tuần.
Sau buổi biểu diễn, Nakaaya trở lại Tanzania để thu âm album đầu tiên của cô.
Vào tháng 2 năm 2008, cô đã phát hành album đầu tay của mình, Điều kiện thần kinh. Album được phát hành độc lập và bán rất chạy mặc dù nó chỉ được phát hành ở định dạng cd. Đĩa đơn đầu tiên, Malaika đã làm rất tốt trên đài phát thanh, nhưng đĩa đơn tiếp theo, ông Chính trị gia là một hit lớn trên khắp khu vực Great Great Lakes. Video rất thích quay rộng và khiến Nakaaya cực kỳ nổi tiếng.
Cô cũng đã làm việc như một Đại sứ thiện chí cho Cộng đồng Đông Phi.
Cô đã ký hợp đồng thu âm với Sony BMG vào năm 2009 sau chuyến lưu diễn ở Đan Mạch.
Tại Giải thưởng âm nhạc Kisima năm 2008, cô đã được đề cử cho hạng mục bài hát của năm Tanzania cho bài hát "Ông chính trị gia". Tại lễ trao giải âm nhạc Pearl of Africa 2008, cô đã được đề cử cho hạng mục Nữ nghệ sĩ người Tanzania xuất sắc nhất 

## Giải thưởng

### Đề cử
- Giải thưởng âm nhạc Kisima 2008 - Bài hát của năm ('Ông chính trị gia)
- Giải thưởng âm nhạc Pearl of Africa 2008 - Nữ nghệ sĩ người Tanzania xuất sắc nhất
- Giải thưởng âm nhạc Tanzania 2012 - Bài hát Reggae hay nhất '(Ni wewe') [5]